# Sinularia flabelliclavata
Sinularia flabelliclavata är en korallart som beskrevs av Verseveldt och Benayahu 1983. Sinularia flabelliclavata ingår i släktet Sinularia och familjen läderkoraller. Inga underarter finns listade i Catalogue of Life.